# Microcreagris thermophila
Microcreagris thermophila är en spindeldjursart som beskrevs av Chamberlin 1930. Microcreagris thermophila ingår i släktet Microcreagris och familjen helplåtklokrypare. Inga underarter finns listade i Catalogue of Life.